# Tithraustes aliena
Tithraustes aliena är en fjärilsart som beskrevs av Paul Dognin 1904. Tithraustes aliena ingår i släktet Tithraustes och familjen tandspinnare. Inga underarter finns listade i Catalogue of Life.